# ملیک محرم‌اف
ملیک محرم‌اف (انگلیسی: Malik Maharramov؛ ۲۹ اوت ۱۹۲۰ – ۱۶ ژوئیهٔ ۲۰۰۴) فرد نظامی اهل جمهوری آذربایجان بود.
وی همچنین برندهٔ جوایزی همچون نشان کوتوزوف، نشان لنین، نشان پرچم سرخ، قهرمان اتحاد شوروی، و نشان جنگ میهنی شده‌است.